# Rock and Pop Se Ve
Rock and Pop Se Ve (anteriormente llamado Vivra) fue un canal de televisión temático argentino que emitía desde Buenos Aires, exclusivamente en el canal 24.02 de la Televisión Digital Abierta. La programación se componía de videoclips musicales y recitales en vivo, principalmente de los géneros Rock y Pop, difundiendo artistas tanto nacionales como internacionales.

## Historia
El canal pertenecía al Grupo Veintitrés de los empresarios Sergio Szpolski y Matías Garfunkel. Inició sus transmisiones el 1 de enero de 2011, por el canal 27.2 de Buenos Aires junto a C5N, y era operado por el Grupo Infobae perteneciente a Daniel Hadad. Su creador fue "Opy" Morales, que por entonces era gerente de contenidos.
A fines de 2011 el canal ya transmitía exclusivamente en su última ubicación conocida, el canal 24.02, aunque durante mucho tiempo tuvo problemas técnicos que ocasionaban cortes de transmisión, pixelados, congelamiento y mala calidad de imagen. Estos inconvenientes fueron solucionados en el primer trimestre de 2012, coincidiendo con una renovación del logotipo y la imagen institucional.
El 18 de noviembre de 2015 Vivra fue reemplazado Rock and Pop Se Ve, que regresó luego de su paso en la TV por cable como Rock & Pop TV de 2004 a 2008. Solo se trataba de un rebranding y no tenía cambios relevantes en la programación musical.
El 14 de julio de 2017 ante una reorganización de grilla a nivel nacional, Rock and Pop Se Ve deja de emitirse por la TDA, dejando su lugar para ser ocupado por el canal de noticias Canal 26.

## Logotipos

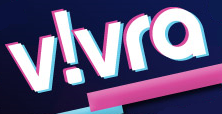
2010-2012
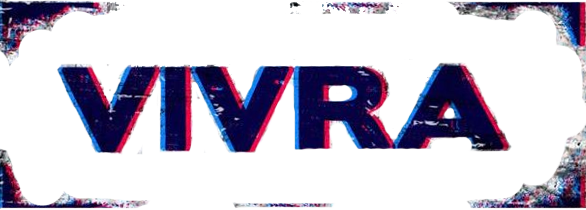
2013-2015